# Caroline Gleich
Caroline Gleich é uma esquiadora, montanhista e activista ambiental americana. Ela destacou-se pela sua defesa da justiça ambiental e da reforma climática.

## Biografia
Gleich nasceu em Minnesota. Ela e a sua família mudaram-se para o estado de Utah aos 15 anos, onde ela desenvolveu interesse em esquiar. Os seus pais são médicos da Universidade de Utah. Gleich decidiu tornar-se uma activista durante o seu último ano na faculdade, depois de se matricular num curso sobre o governo nacional americano. Ela é actualmente uma defensora da justiça ambiental e da reforma climática. Alguns dos seus trabalhos foram citados por Protect Our Winters.
Gleich é uma defensora do American Public Lands and Waters Climate Solution Act de 2019 e testemunhou perante o congresso em apoio ao projecto de lei.
Além do seu ativismo, Gleich é esquiadora e alpinista profissional. Em 2017, ela tornou-se na primeira mulher e na quarta esquiadora a esquiar em todas as 90 linhas da Chuting Gallery, uma série de pistas de esqui nas montanhas Wasatch. Ela escalou o Monte Everest com o marido em 2019, num esforço para promover a igualdade de género nos desportos.